# Kleindembach
Kleindembach ist ein Ortsteil der Gemeinde Langenorla, die eine Gemeinde in der Verwaltungsgemeinschaft Oppurg im thüringischen Saale-Orla-Kreis ist.

## Geografie
Durch den Ort Kleindembach fließt wohl der Floßbach aus dem Umland von Langendembach, aber der Ort liegt auch an der Orla, denn hier mündet der Floßbach in die Orla.
Im Orlatal enden auch die Ausläufer des nördlichen Buntsandsteinvorlandes und des Thüringer Schiefergebirges. Die Höhenlage liegt zwischen 265 und 350 m über NN.
Ein Großteil der Gemarkung grenzt an den Saale-Holzland-Kreis. Die steileren Hänge und Anhöhen sind bewaldet. Die landwirtschaftliche Nutzfläche wird überwiegend als Grünland genutzt.

## Geschichte
1366 fand die urkundliche Ersterwähnung des Ortes statt. Forst- und Landwirtschaft prägten und prägen den Ort. Hinzu kommt, die naturbetonte Nutzung der Landschaft mit Erholungssuchenden.
Die Holzindustrie war und ist auch ein Zweig der Wirtschaft.

## Sehenswürdigkeiten
- Dorfkirche Kleindembach

## Verkehrsanbindung
Die Landstraße 1108 führt durch den Ort und verbindet mit dem Umland (Pößneck, Jena, Rudolstadt).
Außerdem hat Kleindembach einen Haltepunkt der Bahnstrecke Orlamünde–Oppurg.

## Museum
Im Empfangsgebäude des Bahnhofes befindet sich das Orlabahnmuseum.